# Crunchyroll Anime Awards
Der Crunchyroll Anime Award bzw. The Anime Award ist ein im Jahr 2017 vom Online-Streamingdienst Crunchyroll erstmals verliehener Publikumspreis, der Animeserien und -filme des jeweils vergangenen Jahres in verschiedenen Kategorien auszeichnet.

## Geschichte
Der Preis wurde am 20. Dezember des Jahres 2016 angekündigt und am 10. Januar 2017 verliehen, wobei die Gewinner größtenteils online bekannt gegeben wurden und der Stream der Verleihung der Anime-des-Jahres-Kategorie am 28. Januar gleichen Jahres von lediglich 500 Zuschauern angesehen wurde. Eine Jury bestand unter anderem aus WWE-Wrestler Xavier Woods, Animateur LeSean Thomas und IGN-Redakteurin Miranda Sanchez.
Die zweiten Crunchyroll Anime Awards indes wurden in einer offiziellen Zeremonie im Ricardo Montalbán Theater in Hollywood am 24. Februar 2018 vergeben. Erika Ishii und Anthony Carboni fungierten als Moderatoren des Abends. Die Verleihung wurde als Livestream auf Twitch gezeigt. Eine Neuerung stellt zudem dar, dass nun auch Animeserien und -filme, die nicht auf Crunchyroll gezeigt werden, für eine Nominierung berechtigt sind.
Die dritte Verleihung des Preises fand am 22. Februar 2019 statt. Die Abstimmungsphase wurde, im Gegensatz zu den Vorjahren, erst zwischen dem 11. und 18. Januar 2019 abgehalten damit auch Animeserien, die erst im Herbst 2018 ausgestrahlt wurden, bei den Nominierungen berücksichtigt werden können. Die vierte Austragung wurde Mitte November 2019 für den 16. Februar 2020 angekündigt. Im Dezember wurden die Kategorien sowie die Jury vorgestellt. Die Nominierungen wurden für den 10. Januar 2020 angesetzt.
Mitte August 2022 wurde bekannt gegeben, dass die Preisverleihung im kommenden Jahr erstmals in Japan stattfindet. Die Verleihungszeremonie fand am 4. März 2023 unter Moderation von Sally Amaki und Jon Kabira im Grand Prince Hotel New Takanawa in Tokio statt. Am 20. Juni 2023 wurde angekündigt, dass Verleihung des Preises im kommenden Jahr erneut in Japans Hauptstadt stattfinden wird.

## Nominierungsverfahren
Die Nominierungen für die Anime Awards werden durch eine vorab ausgewählte Fachjury ermittelt, wobei zuerst mögliche Kategorien evaluiert werden. Vergangene Kategorien, die nicht erneut vergeben werden, erhielten entweder wenig Zuspruch während der Abstimmungsphase oder waren nicht konkret genug. In der zweiten Phase stimmt eine größere Fachjury in zwei Runden über die möglichen Kandidaten für eine Nominierung ab. Hierfür werden Punkte vergeben, sodass nach der ersten Auswahlrunde für jede Kategorie zwölf Kandidaten verbleiben. In der zweiten Runde können die Jurymitglieder sich einzelne Kandidaten erneut ansehen um sich ein besseres Bild machen zu können. Die Jury muss am Ende in jeder Kategorie zu einem gemeinsamen Standpunkt über die jeweils sechs nominierten Titel kommen.
Zu einer Änderung kommt es ab 2019. Auf Drängen der Zuschauer ist es nicht mehr möglich, dass zwei Charaktere aus der gleichen Serie in derselben charakterbezogenen Kategorie nominiert werden kann. Im Vorjahr lag dies zum Beispiel in der Kategorie Bester Junge vor als Shoto Todoroki und Izuku Midoriya aus der Serie My Hero Academia in ebendieser Kategorie eine Nominierung erhielt.
Außer für die Kategorie Bester Film greifen für alle anderen Kategorien folgende Kriterien:
- bei der Serie muss es sich um eine Animationsserie handeln,
- deren Produktion überwiegend in Japan stattfand,
- im japanischen Fernsehen oder im Videostream bzw. Simulcast gezeigt und
- mindestens eine Episode auf legaler Ebene in den Vereinigten Staaten gezeigt wurde.

Eine Problematik gibt es in diesem Fall, das Animes die bereits im Vorjahr in Japan gezeigt wurden und erst im Folgejahr außerhalb Japans ausgestrahlt werden. Als Beispiel wurde hierfür die Serie Kakegurui genannt, die zwar bereits 2017 in Japan gesendet, aber erst 2018 auf weltweiter Ebene gezeigt wurde, weswegen die Animeserie für eine Nominierung bei den dritten Anime Awards berechtigt ist.

## Kritik
Die Crunchyroll Anime Awards wurden in der Vergangenheit wegen des Verfahrens zur Auswahl der Nominierungen kritisiert. Auch wurde im Nachhinein der ersten Verleihung über das Wahlsystem Kritik und einen möglichen Wahlbetrug geäußert. Grund hierfür war, das die Animeserie Yūri!!! On Ice in allen sieben Kategorien, in denen die Serie nominiert war, einen Preis gewann. Grund dafür waren unter anderem die Unterschiede zwischen den abgegebenen Stimmen in Kategorien, in denen die Serie nominiert war, und denen, in denen Yūri!!! On Ice keine Nominierung erhielt.
Jen Corbett von Crunchyroll sagte im Bezug darauf, dass man die geäußerte Kritik beherzigt und am Verleihungssystem gearbeitet habe. So werde der Bewertung der Jury eine höhere Gewichtung als bei der Erstverleihung zugesprochen, um die in der Publikumsabstimmung abgegebenen Stimmen auszubalancieren.
Dennoch ereignete sich bei den zweiten Anime Awards ein ähnliches Szenario. Dieses Mal gewann die Serie My Hero Academia sieben Preise bei acht Nominierungen. Lediglich in der Kategorie Anime des Jahres war die Animeserie nicht erfolgreich. Dieses Phänomen wiederholte sich auch bei den dritten Anime Awards, wo erneut My Hero Academia in sämtlichen Kategorien – Best Animation ausgenommen – gewann. Auch bei der achten Vergabe des Preises wurde kritisiert, dass die Fanabstimmung das Endergebnis verzerren haben könne, da manche Serien eine wesentlich größere Anhängerschaft aufweisen als konkurrierende Werke und somit eine höhere Stimmzahl akkumulieren würden.
Im Vorfeld der Verleihung des Preise im März 2023 wurde eine Änderung der Nominierungskriterien bekanntgegeben, die vorsah, dass Serien, die im Herbst des Jahres 2022 gezeigt wurden, für die Verleihung 2023 nicht nominierungsberechtigt sind und stattdessen im darauffolgenden Jahr für eine Nominierung in Betracht kommen. Diese Neuregelung wurde kritisiert, da die Macher der Serien ein Jahr länger warten müssten, um eine Nominierung erhalten zu können. Es wurde gemutmaßt, dass der Grund für die Regeländerung die Nominierung des Anime Jujutsu Kaisen, welcher im Jahr 2021 in der Kategorie Anime des Jahres ausgezeichnet wurde und im Folgejahr erneut eine Nominierung in dieser Kategorie erhielt, gewesen sein könnte. Die Serie wurde über den Jahreswechsel 2020 und 2021 gezeigt, wodurch diese Situation ermöglicht wurde.
Außerdem wurde die mangelnde Diversität der Nominierungen kritisch hervorgehoben: So seien 29 der 32 Preisträger Werke, dessen Vorlage im Weekly Shōnen Jump veröffentlicht werden; von neun Synchronsprecher-Kategorien gingen alleine vier an Synchronsprecher, die Denji aus Chainsaw Man gesprochen haben, während lediglich eine einzige Synchronsprecherin einen Preis gewinnen konnte. Diese sprach Power aus gleicher Serie. In einem Beitrag der Rubrik This Week in Anime auf Anime News Network, in welchem die Redakteure Steve Jones und Nicholas Dupree ein sarkastisches Streitgespräch führten, kamen diese zum Schluss, dass diese Awardshow nicht für Animateure oder Übersetzer seien, sondern für die Bosse, die die Einnahmen der Franchises kassieren. In diesem Zusammenhang wurde die Auszeichnung der zweiten Staffel von Jujutsu Kaisen in diversen Kategorien kritisch wahrgenommen, da das Animationsstudio in der Vergangenheit für seine schlechten Arbeitsbedingungen in die Kritik geraten war.

## Austragungen
| Zeremonie                   | Datum            | Animeserie des Jahres                    | Animefilm des Jahres                  | Ort                                     |
| --------------------------- | ---------------- | ---------------------------------------- | ------------------------------------- | --------------------------------------- |
| 1. Crunchyroll Anime Awards | 28. Januar 2017  | Yuri on Ice                              | nicht vergeben                        | Online                                  |
| 2. Crunchyroll Anime Awards | 24. Februar 2018 | Made in Abyss                            | Your Name.                            | Ricardo Montalban Theater, Los Angeles  |
| 3. Crunchyroll Anime Awards | 16. Februar 2019 | Devilman Crybaby                         | My Hero Academia: Two Heroes          | Online (Twitch)                         |
| 4. Crunchyroll Anime Awards | 15. Februar 2020 | Demon Slayer                             | nicht vergeben                        | Online (aufgrund der COVID-19-Pandemie) |
| 5. Crunchyroll Anime Awards | 19. Februar 2021 | Jujutsu Kaisen (1. Staffel)              | nicht vergeben                        | Online (aufgrund der COVID-19-Pandemie) |
| 6. Crunchyroll Anime Awards | 09. Februar 2022 | Attack on Titan: The Final Season Part I | Demon Slayer – The Movie: Mugen Train | Online                                  |
| 7. Crunchyroll Anime Awards | 04. März 2023    | Cyberpunk: Edgerunners                   | Jujutsu Kaisen: 0                     | Grand Prince Hotel New Takanawa, Tokio  |
| 8. Crunchyroll Anime Awards | 02. März 2024    | Jujutsu Kaisen (2. Staffel)              | Suzume                                | Hotel Shin Takanawa, Tokio              |
| 9. Crunchyroll Anime Awards | 25. Mai 2025     | Solo Leveling (1. Staffel)               | Look Back                             | Grand Prince Hotel New Takanawa, Tokio  |